# تكية الراوي
تكية الراوي زاوية (مسجد صغير) تقع في وسط مدينة دير الزور في سورية.

### التسمية
التكيّة، هي الكلمة التركية المسايرة للخانقاه وللزاوية، وكلمة تكية نفسها غامضة الأصل وفيها اجتهادات، فبعضهم يرجعها إلى الفعل العربي «اتكأ» بمعنى استند أو اعتمد، خاصة أن معاني كلمة «تكية» بالتركية تعني الاتكاء أو الاستناد إلى شيء للراحة والاسترخاء حيث يلجأ إليها عابرو السبيل والمسافرون من القرى المجاورة، وكذلك أبناء السبيل يحطون أمتعتهم ويأكلون ويشربون وينامون ، ويعتقد المستشرق الفرنسي «كلمان هوار» أن الكلمة أتت من كلمة «تكية» الفارسية بمعنى جِلد، ويعيد إلى الأذهان، أن شيوخ الزوايا الصوفية كانوا يجعلون جلد الخاروف أو غيره من الحيوانات شعارا لهم.

### موقعها
تقع تكية الراوي في الشارع العام من مدينة دير الزور في منطقة الشيخ ياسين.

### تاريخها
بدء العمل في بناء تكية «الراوي» عام 1882، وتم الانتهاء من بنائها عام 1886، بإشراف وجهود الشيخ «أحمد الراوي»، حيث اشترى أرضها من ماله الخاص وجعلها وقفاً في سبيل الله ولذريته من بعده، وقد كان الشيخ «أحمد» من رجال الله الصالحين تقياً كثير العبادة يحترمه أهالي مدينة دير الزور جميعاً.
إن للتكايا دوراً هاماً وإيجابياً في تربية الجيل وتثبيت العقيدة الإسلامية عند الشباب، وتمتين الروابط الاجتماعية بين أهل المدينة وخصوصا في شهر رمضان، أبوابها مفتوحة دائما وبفضل أهل الخير والقائمين عليها، وهي تقدم الطعام يوميا خلال وجبتي الإفطار والسحور.